# Headford
Headford (in irlandese: Áth Cinn) è una città della contea di Galway, situata a 26 km a nord della città di Galway, nell'Irlanda occidentale. È un centro di pesca sportiva per la sponda orientale del Lough Corrib, e Greenfields, a circa 6,5 km a ovest della città, è il suo porto di canottaggio. La città è situata vicino al Black River (noto anche per la pesca con la trota) che è il confine della contea con Mayo. Situata sulla strada secondaria nazionale N84 da Galway a Castlebar e le strade regionali R333 e R334, è una città di pendolari di Galway. 
La città è il centro di un'area ricca di monumenti archeologici tra cui tumuli preistorici, recinti di pietra dell'età del ferro, primi castelli normanni e successivi e molti siti monastici. Tra questi, Ross Errilly Friary, fondato nel 1351, che è stato riconosciuto da molti storici del passato e del presente come la rovina monastica meglio conservata del suo periodo in Irlanda.

## Amministrazione

### Gemellaggi
- Le Faouët;
- Morgan Hill